# Overdose (minialbum)
Overdose – trzeci minialbum grup EXO-K i EXO-M, wydany 7 maja 2014 roku przez wytwórnię SM Entertainment. Minialbum ukazał się w dwóch wersjach językowych: edycji koreańskiej EXO-K i mandaryńskiej EXO-M. Zadebiutował na 1 pozycji na liście Gaon Chart.

## Tło i wydanie
Pierwszą planowaną datą wydania płyty był 21 kwietnia 2014 roku, ale jego premiera została przełożona ze względu na ktastrofę promu Sewol, która miała miejsce 16 kwietnia. Minialbum został ostatecznie wydany 7 maja 2014 roku. Liczba sprzedanych preorderów albumu wyniosła 660 tysięcy
15 maja 2014 roku lider EXO-M, Kris, złożył pozew przeciwko SM Entertainment chcąc rozwiązać swój kontrakt, za powód podając zaniedbywanie jego stanu zdrowia i naruszenie praw człowieka przez firmę.

## Lista utworów
| CD (wer. kor.)  |                                                         |                               |                                                       |      |
| Nr              | Tytuł                                                   | Słowa                         | Kompozycja                                            | Czas |
| 1.              | "Jungdok (Overdose)" (kor. 중독 (Overdose))             | Kenzie, The Underdogs         | The Underdogs                                         | 3:25 |
| 2.              | "Wolgwang (Moonlight)" (kor. 월광 (Moonlight))          | Seo Ji-eum                    | The Underdogs                                         | 4:26 |
| 3.              | "Thunder"                                               | Jeon Gan-di                   | Will Simms, Hiten Bharadia, Raphaella Mazaheri-Asadi  | 3:13 |
| 4.              | "Run"                                                   | Seo Ji-eum                    | Ana Diaz, Jarrad Rogers, Natalia Hajjara, Yoo Han-jin | 3:37 |
| 5.              | "Love, Love, Love"                                      | Seo Ji-eum                    | Deez, Jimmy Burney, Daniel "Obi" Klein                | 3:55 |
| 6.              | "Jungdok(Overdose)" (kor. 중독 (Overdose)) (EXO VER.)   | Kenzie, The Underdogs         | The Underdogs                                         | 3:25 |
| CD (wer. chiń.) |                                                         |                               |                                                       |      |
| Nr              | Tytuł                                                   | Słowa                         | Kompozycja                                            | Czas |
| 1.              | "Shàngyǐn (Overdose)" (chiń. 上瘾 (Overdose))           | 黄貞穎 Annakid, The Underdogs | The Underdogs                                         | 3:25 |
| 2.              | "Yuèguāng (Moonlight)" (chiń. 月光 (Moonlight))         | 林欣晔                        | The Underdogs                                         | 4:26 |
| 3.              | "Thunder" (chiń. 月光 Léidiàn)                          | 林欣晔                        | Will Simms, Hiten Bharadia, Raphaella Mazaheri-Asadi  | 3:13 |
| 4.              | "Run" (chiń. 奔跑 Bēnpǎo)                               | Zhou Mi                       | Ana Diaz, Jarrad Rogers, Natalia Hajjara, Yoo Han-jin | 3:37 |
| 5.              | "Love, Love, Love" (chiń. 梦中梦 Mèng zhōng mèng)       | 黄貞穎 Annakid                | Deez, Jimmy Burney, Daniel "Obi" Klein                | 3:55 |
| 6.              | "Shàngyǐn (Overdose)" (kor. 上瘾 (Overdose)) (EXO VER.) | 黄貞穎 Annakid, The Underdogs | The Underdogs                                         | 3:25 |

## Notowania
| Lista                             | Najwyższa pozycja |
| --------------------------------- | ----------------- |
| Gaon Weekly Album Chart           | 1                 |
| Gaon Monthly Album Chart          | 1                 |
| Gaon Yearly Album Chart           | 1                 |
| Japan Oricon Weekly Albums Chart  | 3                 |
| Japan Oricon Monthly Albums Chart | 11                |
| Taiwan G-Music Album Chart        | 10                |
| Hong Kong HKRM Album Chart        | 3                 |
| US Billboard World Albums Chart   | 2                 |
| US Billboard Heatseekers Albums   | 1                 |
| US Billboard 200                  | 129               |

| Lista                             | Najwyższa pozycja |
| --------------------------------- | ----------------- |
| Gaon Weekly Album Chart           | 1                 |
| Gaon Monthly Album Chart          | 1                 |
| Gaon Yearly Album Chart           | 1                 |
| Japan Oricon Weekly Albums Chart  | 5                 |
| Taiwan G-Music Albums Chart       | 13                |
| US Billboard World Albums Chart   | 5                 |
| Japan Oricon Monthly Albums Chart | 19                |

## Sprzedaż
| Ranking                 | Sprzedaż                |
| ----------------------- | ----------------------- |
| Japonia (Oricon)        | 15000 (wer. chińska)    |
| Japonia (Oricon)        | 37000 (wer. koreańska)  |
| Korea Południowa (Gaon) | 273832 (wer. chińska)   |
| Korea Południowa (Gaon) | 400092 (wer. koreańska) |